# Adolph Stier
Friedrich Wilhelm Adolph Stier (* 11. November 1823 in Friesack; † 19. Januar 1890 in Breslau) war ein deutscher Arzt.

## Leben
Stier besuchte das Joachimsthalsche Gymnasium in Berlin, studierte dann Medizin in Breslau und Berlin. Er wurde Mitglied der Corps Silesia (1844), Lusatia (1846) und Pomerania Berlin (1846).
Nach der Promotion zum Dr. med. erhielt er 1849 die Approbation als Arzt. Danach trat Stier in den Militärdienst ein. Die Laufbahn beendete er als Generalarzt.

## Werke
- De sarcocele, ejusque per castrationem sanatione, Breslau (Dissertation) 1848